# Joint Operations: Escalation
Joint Operations: Escalation (рус. Миротворцы: Возмездие) — дополнение к игре Joint Operations: Typhoon Rising, выпущенный компанией NovaLogic 17 ноября 2004 года.

## Описание
Joint Operations: Escalation добавляет в оригинальную игру новые карты, оружие и транспортные средства. Игрокам добавлена возможность прыгать с парашютом с вертолетов или возвышенных мест. Парашют открывается автоматически, если игрок падает достаточный промежуток времени, после приземления парашют исчезает и становится недоступным до тех пор, пока игрок не поднимет новый. Игрокам добавлена возможность ношения бронежилета. Как и парашют, бронежилет добавляется к общей нагрузке игрока и замедляет скорость его движения. Также дополнение включает возможность выбора типа пуль. Пули типа SP (Soft Point) наносят большой урон противнику, сильно снижающийся при ношении целью бронежилета; AP (Armor Piercing) способны простреливать бронежилеты, но наносят меньше повреждений, в отличие от предыдущего типа пуль. Остальные нововведения включают в себя наличие мотоциклов, противотранспортные мины и противотанковое оружие.

## Критика
| Сводный рейтинг    | Сводный рейтинг |
| Агрегатор          | Оценка          |
| ------------------ | --------------- |
| GameRankings       | 77,62 %         |
| Metacritic         | 78/100          |
| Иноязычные издания |                 |
| Издание            | Оценка          |
| GameSpot           | 7,6             |
| IGN                | 8,3             |

Редактор IGN Том МакНамара (англ. Tom McNamara) оценил в своём обзоре Joint Operations: Escalation на 8.3.